# Hurley Pro
Le Trestles Pro Surf est une épreuve du Championnat du monde de surf se déroulant à Trestles Californie depuis 2000 généralement mi-septembre. Cette épreuve fut appelée Billabong pro en 2000, puis Boost Mobile Pro of Surf de 2001 à 2008 et Hurley Pro à partir de 2009.

## Palmarès

### 2011
| Place | Champion      | Nationalité |
| ----- | ------------- | ----------- |
| 1e    | Kelly Slater  | États-Unis  |
| 2e    | Owen Wright   | États-Unis  |
| 3eex  | Heitor Alves  | Brésil      |
| 3eex  | Julian Wilson | Australie   |

### 2010
| Place | Champion      | Nationalité |
| ----- | ------------- | ----------- |
| 1e    | Kelly Slater  | États-Unis  |
| 2e    | Bede Durbidge | Australie   |
| 3eex  | Owen Wright   | États-Unis  |
| 3eex  | Dane Reynolds | Australie   |

### 2009
| Place | Champion      | Nationalité |
| ----- | ------------- | ----------- |
| 1e    | Mick Fanning  | Australie   |
| 2e    | Dane Reynolds | États-Unis  |
| 3eex  | Kelly Slater  | États-Unis  |
| 3eex  | Bede Durbidge | Australie   |

### 2008
| Place | Champion      | Nationalité |
| ----- | ------------- | ----------- |
| 1e    | Kelly Slater  | États-Unis  |
| 2e    | Taj Burrow    | Australie   |
| 3eex  | Jérémy Florès | France      |
| 3eex  | Bede Durbidge | Australie   |

### 2007
| Place | Champion        | Nationalité |
| ----- | --------------- | ----------- |
| 1e    | Kelly Slater    | États-Unis  |
| 2e    | Pancho Sullivan | Hawaï       |
| 3eex  | Jérémy Florès   | France      |
| 3eex  | Tom Whitaker    | Australie   |

### Précédents vainqueurs
| Année | Champion       | Nationalité |
| ----- | -------------- | ----------- |
| 2006  | Bede Durbidge  | Australie   |
| 2005  | Kelly Slater   | États-Unis  |
| 2004  | Joël Parkinson | Australie   |
| 2003  | Richard Lowett | Australie   |
| 2002  | Luke Egan      | Australie   |
| 2001  | Annulé         |             |
| 2000  | Andy Irons     | Hawaï       |